# Teyssode
Teyssode é uma comuna francesa na região administrativa da Occitânia, no departamento de Tarn. Estende-se por uma área de 22.88 km², e possui 372 habitantes, segundo o censo de 2018, com uma densidade de 16 hab/km².